# Pargny-sous-Mureau
Pargny-sous-Mureau ist eine Gemeinde in Frankreich. Sie gehört  zur Region Grand Est (bis 2015 Lothringen), zum Département Vosges, zum Arrondissement Neufchâteau und zum Kanton Neufchâteau.

## Geografie
Die Gemeinde Pargny-sous-Mureau liegt am Maas-Nebenfluss Saônelle, etwa acht Kilometer westlich von Neufchâteau. Die angrenzenden Gemeinden sind Midrevaux im Norden, Mont-lès-Neufchâteau im Osten, Liffol-le-Grand und Villouxel im Süden sowie Brechainville und Grand im Westen.

## Bevölkerungsentwicklung
| Jahr      | 1962 | 1968 | 1975 | 1982 | 1990 | 1999 | 2019 |
| --------- | ---- | ---- | ---- | ---- | ---- | ---- | ---- |
| Einwohner | 211  | 217  | 197  | 211  | 185  | 179  | 182  |

## Sehenswürdigkeiten
- Abbaye de Mureau, Reste einer während der Französischen Revolution zerstörten Abtei aus dem 12. Jahrhundert mit der Kapelle Saint-Quirin
- Kirche Saint-Martin, erbaut im 18. Jahrhundert

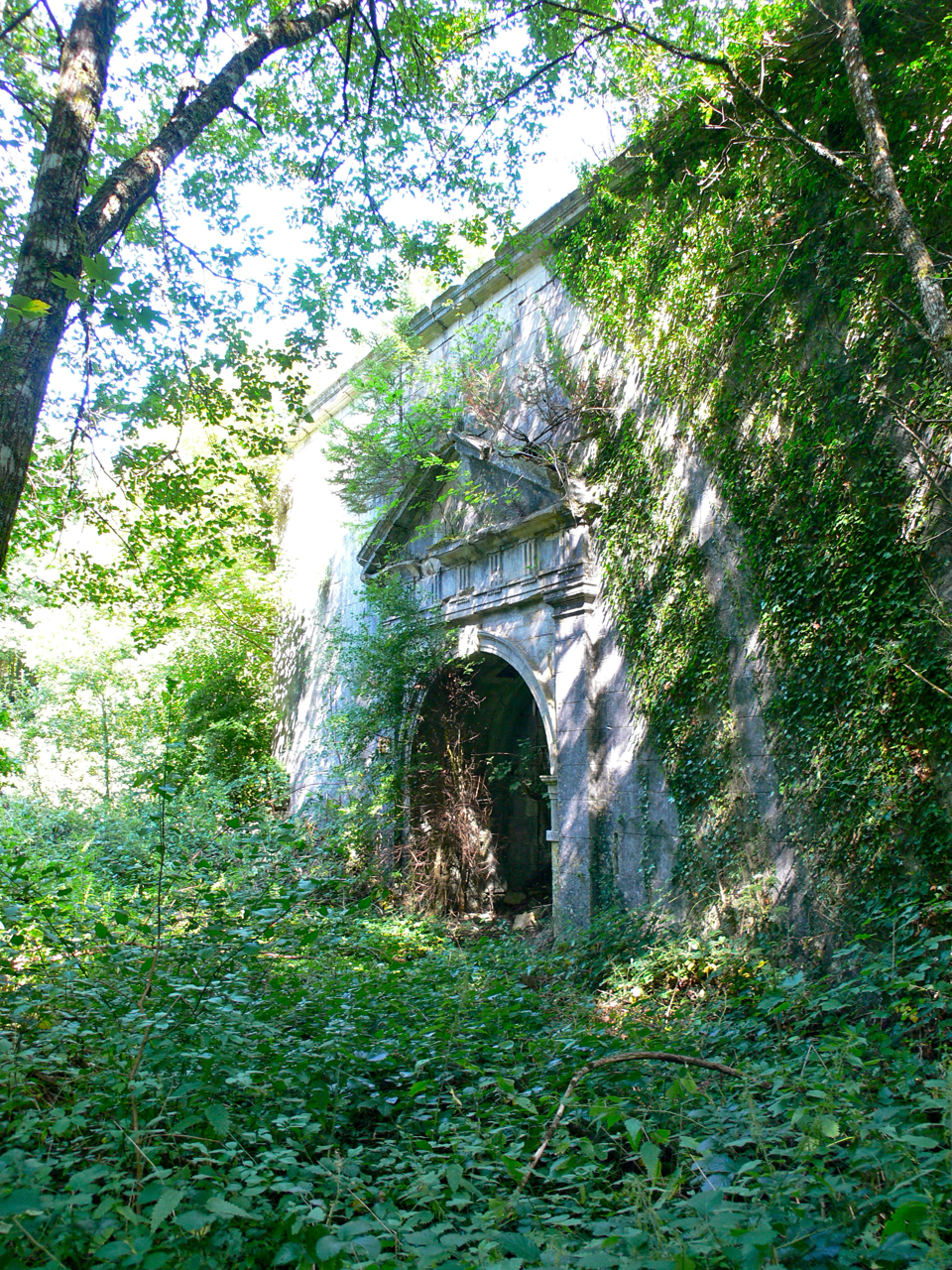
Portal der Abtei
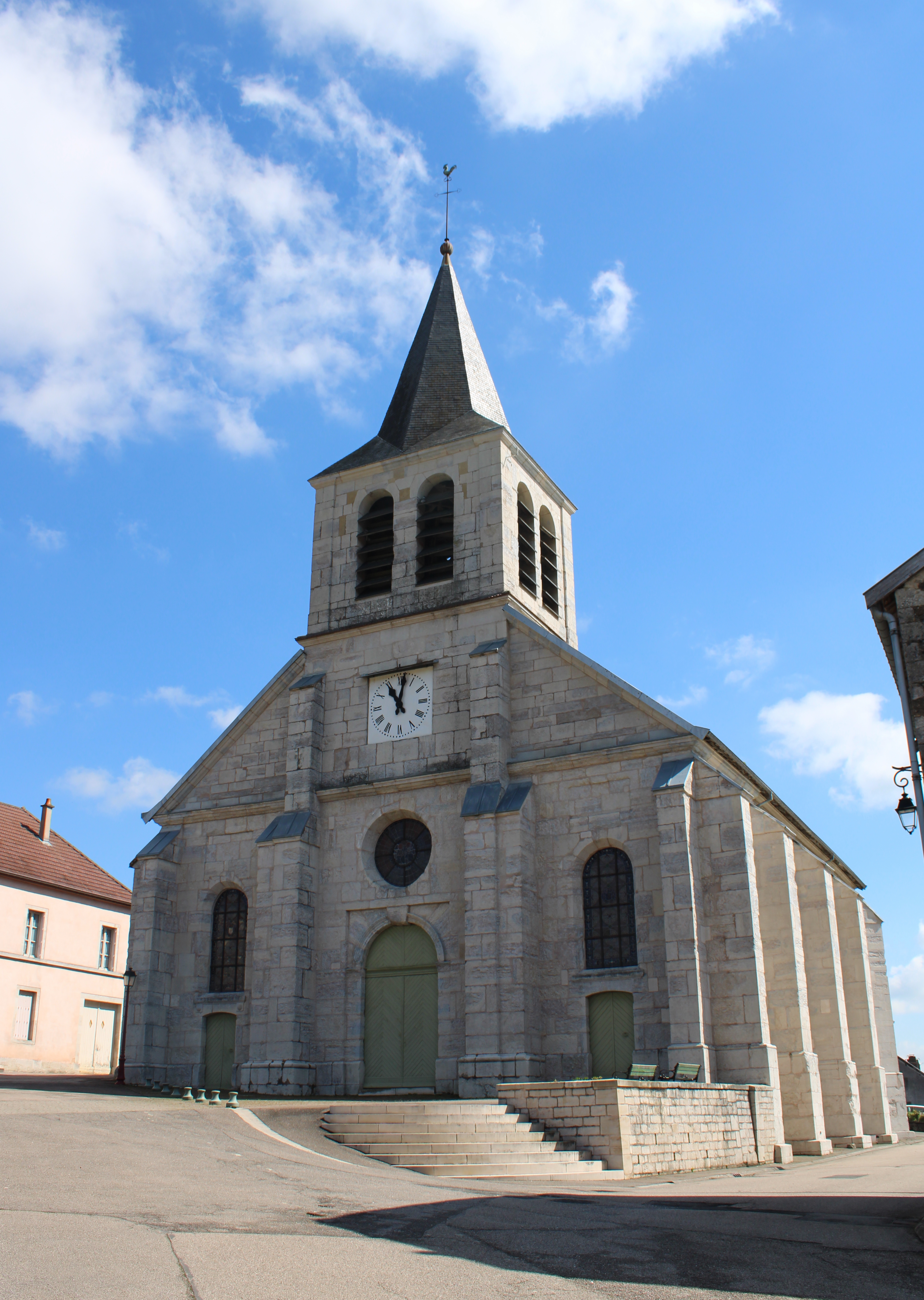
Kirche St. Martin
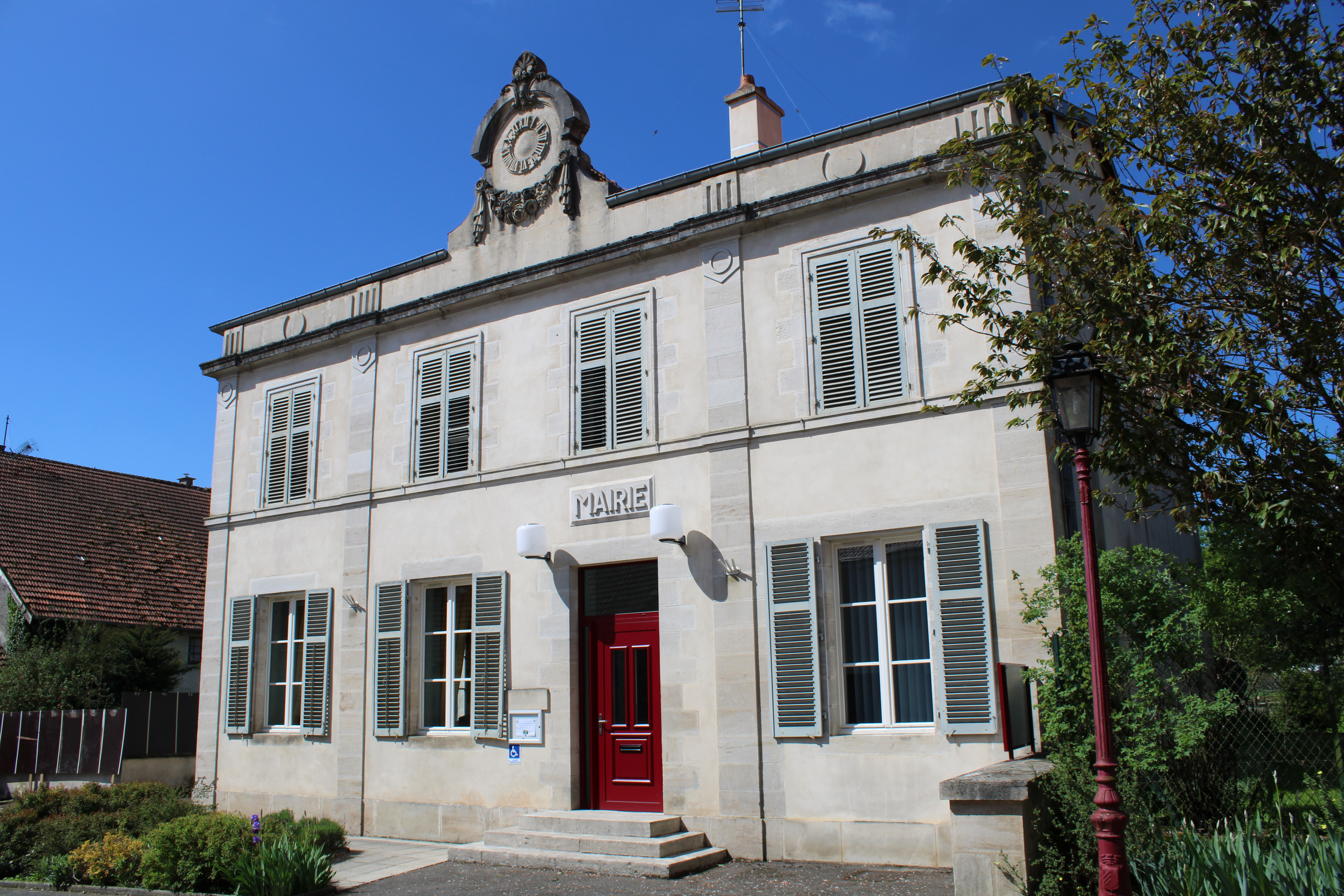
Mairie (Rathaus)